# З ким би побігати
«З ким би побігати» (івр. מישהו לרוץ אתו, Мішегу ларуц іто́) — роман-бестселер ізраїльського письменника Давида Гросмана . Побачив світ у 2000 році на івриті, переведений багатьма іншими мовами і неодноразово перевидався в Ізраїлі та за кордоном.
Книга отримала премію Сапіра за 2001 рік, а в 2003 і 2007 роках потрапила до списку найпопулярніших книг Ізраїлю за результатами книжкового параду, організованого Міністерством освіти та Асоціацією видавців. У цьому списку залишалася до 2010 року.

## Сюжет
Сором'язливий 16-річний підліток Асаф підробляє на канікулах у мерії Єрусалима. Йому доручають розшукати господаря собаки, що загубилася, і вручити повістку на оплату штрафу. З цього моменту спокійне життя Асафа перетворюється на суцільну пригоду. Собака на ім'я Дінка мчить по єрусалимських вулицях, за ним біжить Асаф.
Дінка приводить Асафа спочатку в піцерію, потім до грецького монастиря, а згодом у занедбаний будинок колишнього арабського села Ліфта, що перетворився на притулок молодих наркоманів . Асафа помилково навіть затримує поліція, приймаючи його за продавця наркотиків .
Водночас тими ж вулицями ходить господиня Дінки — талановита молода співачка Тамар, також 16-річна, яка пішла з дому і співає на вулицях і площах, а потім потрапляє до комуни молодих артистів, якою керує кримінальний авторитет Песах, що наживається на їх талантах. Тамар намагається врятувати свого брата Шая, геніального гітариста, якого Песах зробив наркоманом .
Зустріч Асафа та Тамар зумовлена сюжетом, але до цього вони обидва переживуть багато пригод .

## Головні герої
- Асаф — 16-річний хлопець, школяр.
- Тамар — молода співачка.
- Шай — талановитий гітарист, брат Тамар.
- Песах — голова єрусалимської наркомафії.

## Оцінки та критика
В Ізраїлі роман мав великий успіх, виданий накладом понад 150 тисяч екземплярів і отримав престижну премію Сапіра в 2001 році . Книга стала переможцем ізраїльського Конкурсу книг для дітей та молоді та отримала також премію Buxtehuder Bulle у Німеччині .
Роман отримав також позитивні відгуки літературних критиків . Майстерність автора відзначається Марільєю Піччоне в анонсі до італійського видання та Крістіною Тернерс з німецького видання у рецензії для Neue Zürcher Zeitung . Юрген Штальберг у статті Frankfurter Allgemeine Zeitung вихваляє цікавий сюжет, проте відзначає деяку його затягнутість .
Вміння Гросмана побудувати цікавий сюжет, показати реалістичний світ переживань сучасних підлітків відзначається в редакційній рецензії журналу Salon .
Оглядач Christian Science Monitor Рон Чарльз у рецензії на англійський переклад книги називає роман «чудовим» і стверджує, що за ізраїльтянами і німцями прийшла черга американців полюбити його .

Дмитро Прокоф'єв у журналі «Лехаїм» пише, що на тлі «стерильної» підліткової літератури в Ізраїлі успіх такого роману був неминучим, враховуючи сюжет «не гірший, ніж у Діккенса та Александра Дюма», а також «вміння письменника збудувати інтригу, окреслити характер», Плюс жива і добра мова. Однак, на думку Прокоф'єва, «основний пафос роману Гросмана полягає в тому, що любові та співчуття заслуговують тільки на повні невдахи, а в Росії зараз якось не надто прийнято любити „лузерів“, це застаріла мода» і тому успіху у російської читацької аудиторії не буде. Крім того, Прокоф'єв критикує якість перекладу російською мовою, особливо діалогів. Твори Гроссмана Прокоф'єв вважає не мистецтвом, а споживчим товаром на ринку, літературним аналогом жувальної гумки або пива .

## Видання
Роман був уперше виданий 2000 року на івриті. Переведений українською, німецькою, італійською, англійською, польською та іншими мовами і неодноразово перевидувався. Українською мовою роман вперше видано у перекладі Володимира Верховеня у харківському видавництві «Фоліо» у 2015 році накладом 1,5 тисячі екземплярів .
Деякі видання:
- Давид Гросман. З ким би побігати / переклад Володимира Верховеня. — Фоліо, 2015. — 348 с. — («Карта світу») — ISBN 978-966-03-7307-5.(укр.)
- דויד גרוסמן. מישהו לרוץ אתו. — הספריה החדשה, 2000. — 340 p.(івр.)
- David Grossman. Wohin du mich führst. — Carl Hanser Verlag, 2001. — ISBN 978-3446200210.(нім.)
- David Grossman. Qualcuno con cui correre / Alessandra Shomroni. — Mondadori, 2001. — 364 p. — ISBN 978-8804488583.(італ.)
- David Grossman. Wohin du mich führst. — Deutscher Taschenbuch Verlag, 2003. — ISBN 978-3423621380.(нім.)
- David Grossman. Someone to Run With: A Novel / transl. Vered Almog, Maya Gurantz. — Farrar, Straus and Giroux, 2004. — 343 p. — ISBN 978-0374266578.(англ.)
- Давид Гроссман. С кем бы побегать / Пер. с иврита Г.-Д. Зингер, Н. Зингера. — Фантом Пресс, 2004. — (Зебра) — 6000 прим. — ISBN 5-86471-342-2.
- David Grossman. Someone to Run With / transl. Vered Almog. — Bloomsbury Publishing, 2004. — 384 p. — ISBN 9780747568124.(англ.)
- David Grossman. Someone to Run With / transl. Vered Almog, Maya Gurantz. — Farrar, Straus and Giroux, 2005. — 352 p. — ISBN 978-1466803725.(англ.)
- David Grossman. Kto ze mną pobiegnie / tłumaczenie: Leszek Kwiatkowski. — Warszawa : Wydawnictwo W.A.B, 2006. — 464 p. — ISBN 83-7414-221-9.(пол.)
- David Grossman. Someone to Run With / transl. Vered Almog, Maya Gurantz. — Farrar, Straus and Giroux, 2009. — 352 p. — ISBN 978-1408806661.(англ.)
- Давид Гроссман. С кем бы побегать. — Розовый жираф, 2011. — («Вот это книга!») — ISBN 978-5-903497-50-8.(рос.)

## Екранізація
Роман був екранізований в Ізраїлі в 2006 році  під тією ж назвою. Режисер Одед Давідофф вибрав на головні ролі непрофесійних акторів, для кожного з яких ця роль була першою в кіно . Фільм отримав головний приз ізраїльської кіноакадемії — премію «Офір» у 2006 році за найкращу чоловічу роль другого плану та був номінований на цю премію в 11 категоріях. У 2007 році на кінофестивалі в Маямі виконавиця головної ролі Бар Бельфер отримала головний приз журі за оригінальне та вражаюче виконання, а також спеціальну нагороду журі .